# Ramsel FC
K. Ramsel FC is een Belgische voetbalclub uit Ramsel. De club is aangesloten bij de KBVB met stamnummer 436.

## Geschiedenis
In 1916 zag voetbalclub Altijd Kontent Ramsel het levenslicht. Twee jaar later hield de club op te bestaan. Begin jaren '20 werd er over de heropstart van een voetbalclub gepraat, waarna Sportkring Ramsel werd opgericht. Later werd dat Ramsel Football Club. De officiële startdatum van de club is 13 november 1924.
In 1970 promoveerde Ramsel naar Eerste provinciale. Drie jaar later promoveerde de club opnieuw, waardoor het naar Vierde klasse promoveerde. In het seizoen 1975/76 eindigde de club derde, op twee punten van een eindrondeplaats. In dat seizoen speelde de latere Rode Duivel Erwin Vandenbergh voor het eerste elftal van de club onder speler-coach Frans Schellens. De club kwam dat seizoen in de Beker van België ook uit tegen Club Brugge.
In 1979 degradeerde de club opnieuw naar Eerste provinciale. De club degradeerde vervolgens ook in 1982, 1986 en 1988, waardoor het vanaf het seizoen 1988/89 weer in Vierde provinciale aantrad. Na één seizoen promoveerde de club weer naar Derde provinciale, en in 1992 steeg de club zelfs weer naar Tweede provinciale, maar na degradaties in 1994 en 1996 sloot Ramsel de 20e eeuw toch af in Vierde provinciale.

## Resultaten
| Seizoen | Klasse | Klasse | Klasse | Klasse | Klasse | Klasse | Klasse | Klasse | Klasse | Reeks                                                    | Punten                                                   | Opmerkingen                                              |
|         | 1A     | 1B     | 1Am    | 2Am    | 3Am    | P.I    | P.II   | P.III  | P.IV   | Vanaf 2016-17 zijn er 3 nationale en 2 regionale niveaus | Vanaf 2016-17 zijn er 3 nationale en 2 regionale niveaus | Vanaf 2016-17 zijn er 3 nationale en 2 regionale niveaus |
| ------- | ------ | ------ | ------ | ------ | ------ | ------ | ------ | ------ | ------ | -------------------------------------------------------- | -------------------------------------------------------- | -------------------------------------------------------- |
| 2020/21 |        |        |        |        |        |        |        |        |        | Vierde Prov. Antw.                                       |                                                          | competitie vroegtijdig stopgezet wegens coronapandemie   |
| 2021/22 |        |        |        |        |        |        |        |        | 1      | Vierde Prov. Antw. E                                     | 73                                                       |                                                          |
| 2022/23 |        |        |        |        |        |        |        | 10     |        | Derde Prov. Antw. B                                      | 36                                                       |                                                          |
| 2023/24 |        |        |        |        |        |        |        | 9      |        | Derde Prov. Antw. A                                      | 40                                                       |                                                          |
| 2024/25 |        |        |        |        |        |        |        | 9      |        | Derde Prov. Antw. C                                      | 38                                                       |                                                          |
| 2025/26 |        |        |        |        |        |        |        |        |        | Derde Prov. Antw. C                                      |                                                          |                                                          |

## Bekende (ex-)spelers
- Garry De Graef (jeugd)
- Joren Dehond (jeugd)
- Erwin Vandenbergh
- Kevin Vandenbergh
- Frans Schellens

## Trainers
- 2018-2019  Peter Van den Dries,  Hans Nevelsteen
- 2019-2020  Hans Nevelsteen
- 2020-2021  Garry De Graef
- 2021-2022  Garry De Graef,  Frans Cornu
- 2022-2023  Jordi Wouters
- 2023-2024  Jordi Wouters